# Instituto Nacional General José Miguel Carrera
L'Instituto Nacional General José Miguel Carrera è la scuola superiore più antica del Cile, eretta dal governo di José Miguel Carrera durante il periodo della Patria Vieja il 10 agosto 1813 come l'unico ente di istruzione superiore di quel tempo. Ha sede a Santiago.

## Storia

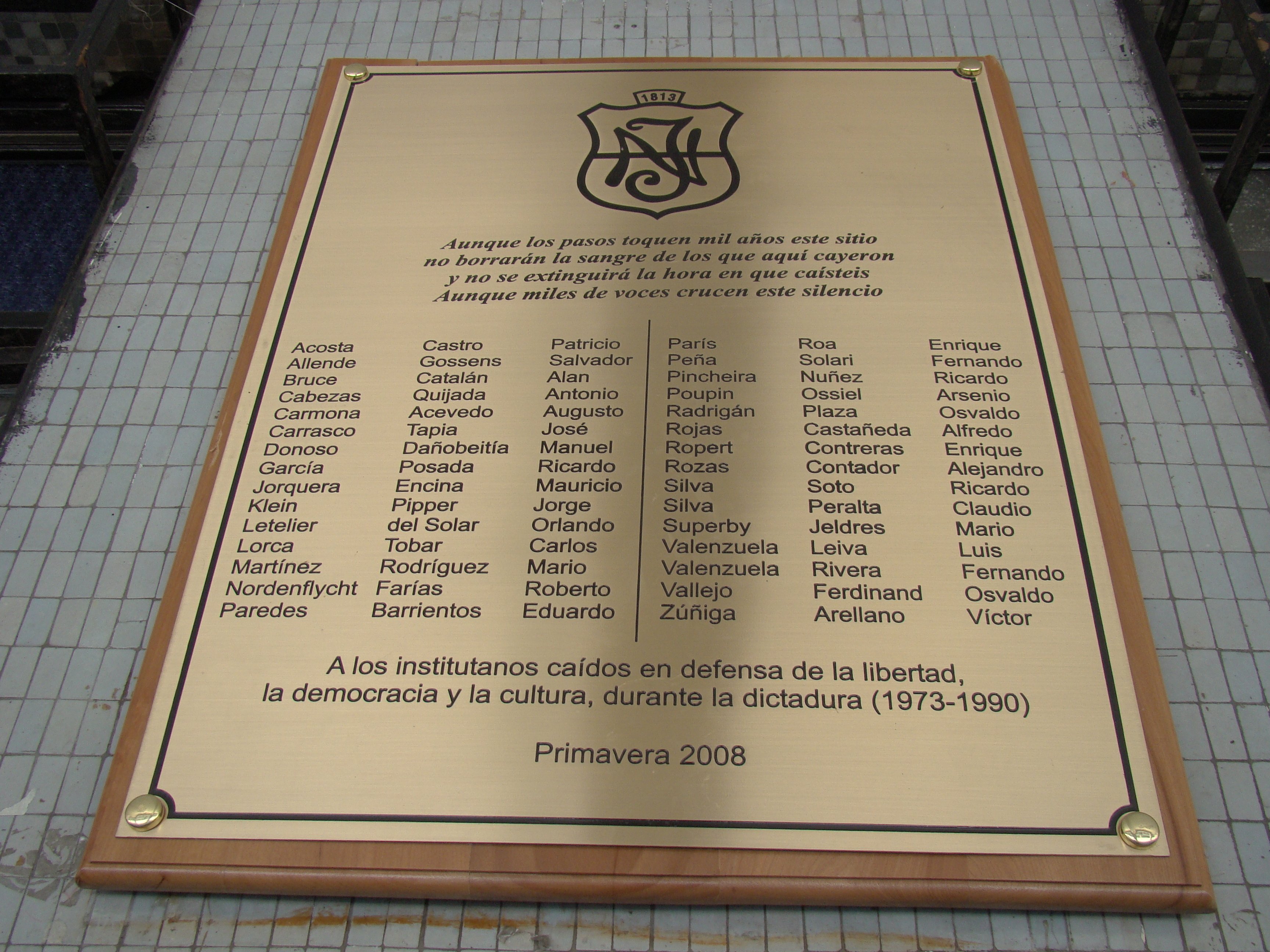
Targa commemorativa delle violazioni dei diritti umani in Cile durante il regime di Augusto Pinochet e che è stata posta nel cortile principale dell'istituto

Il progetto della nuova scuola si deve a Juan Egaña, Camilo Henríquez e Manuel de Salas. Secondo le parole del frate Camilo Henríquez "Lo scopo principale dell'Istituto è dare alla Patria cittadini che la difendano, la dirigano, la facciano prosperare e le diano onore".
Una delle prime misure del governo realista durante la Reconquista, dopo la sconfitta degli indipendentisti nella battaglia di Rancagua, fu la chiusura dell'Instituto Nacional (17 dicembre 1814), che sarà riaperto solo il 20 luglio 1819 sotto il governo di Bernardo O'Higgins.
Nel 1842, si separano gli studi superiori da quelli secondari, con la nascita dell'Università del Cile: così, l'Instituto Nacional si trasferisce dal vecchio edificio dell'ex Congresso Nazionale, alla sede che si iniziò ad erigere nel 1843 fra la calle Nueva San Diego (ora Arturo Prat) e calle San Diego. Si lasciò libera da costruzioni una spianata, dove nel 1866, fu costruita l'Università del Cile, in modo da potervi trasferire le cattedre delle discipline insegnate in precedenza presso l'Instituto.
Nel 1902 si separa l'Internato dell'Istituto; al primo centenario dell'Instituto (1913) fu composto l'inno dell'Instituto Nacional. 
Nel 1909 nasce il gruppo degli scout, il primo a livello sudamericano e il secondo a livello mondiale.
Nel 1986, nonostante le forti proteste capeggiate dal Centro de Alumnos del Instituto Nacional e dal Partido Institutano de Oposición, l'amministrazione dell'Istituto fu trasferita alla municipalità di Santiago come parte del sistema di riforma dell'istruzione elaborato dal regime militare. Il rettore Molina si dimette, manifestando la sua opposizione alla riforma.

## Struttura
L'Instituto Nacional è un liceo maschile che impartisce il settimo e ottavo anno di istruzione primaria e i quattro anni di istruzione secondaria scientifico-umanistica.

## Rettori
- José Francisco Echaurren (1813-1814)
- José Manuel Verdugo (1819-1823)
- Manuel Frutos Rodríguez (1823-1826)
- Carlos Ambrosio Lozier (1826)
- Juan Francisco Meneses (1827-1829)
- Blas Reyes (1829-1835)
- Manuel Montt (1835-1840)
- Francisco Puente (1840-1842)
- Antonio Varas (1842-1845)
- Francisco de Borja Solar (1845-1852)
- Manuel Orrego (1852-1853)
- Antonio Ramírez (1853-1856)
- Santiago Prado (1856-1862)
- Diego Barros Arana (1863-1872)
- Camilo E. Cobo (1872)
- Uldaricio Prado (1872-1875)
- Ignacio Centeno (1875)
- Manuel José Olavarrieta (1875-1879)
- Miguel Antonio Varas (1878-1880)
- Manuel Amunátegui (1880-1886)
- Juan N. Espejo Varas (1886-1926)
- Carlos Mondaca (1926-1928)
- Ulises Vergara Osses (1928-1954)
- Antonio Oyarzún Lorca (1954-1963)
- Clemente Canales Toro (1964-1969)
- Oscar Montedónico Napoli (1970-1975)
- Luis Molina Palacios (1975-1986)
- Olga Vivanco Parada (1986-1990)
- Sergio Riquelme Pinna (1990-2004)
- Omar Letelier Ramírez (2004-2008)
- Jorge Toro Beretta (2008-2013)
- Fernando Pérez Barrera (2013-2014)
- Fernando Soto Concha (2014-2019)

## Galleria d'immagini

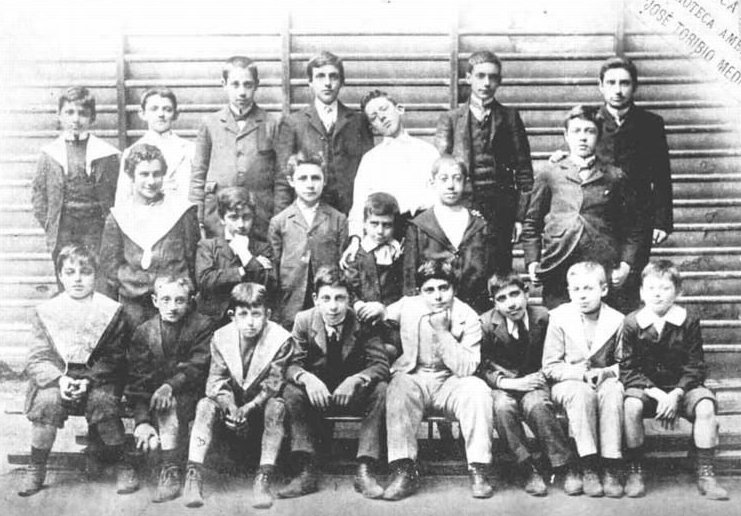
Alunni dell'Instituto Nacional nel 1901
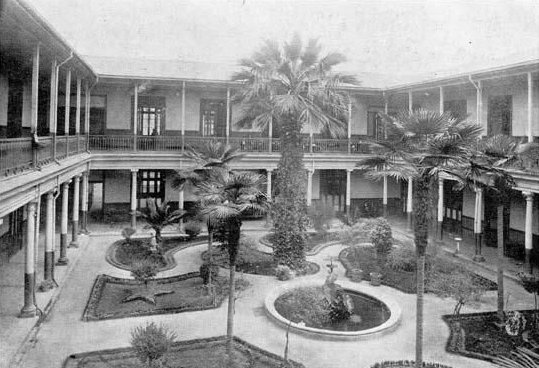
Veduta dell'edificio nel 1913
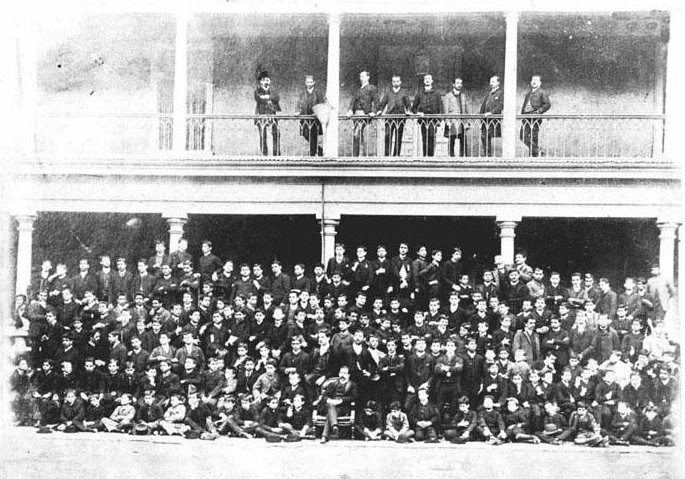
La celebrazione del centenario della fondazione
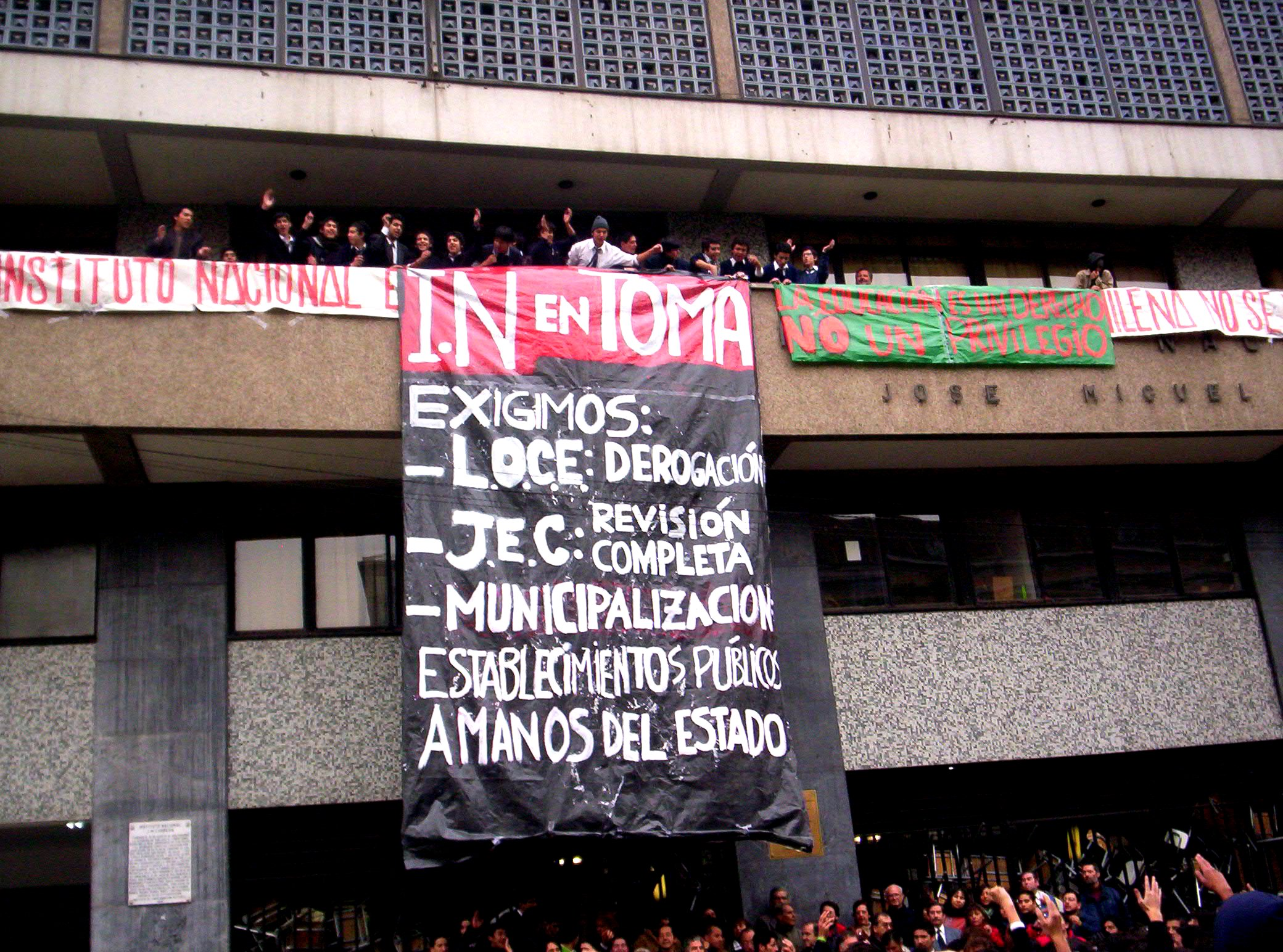
L'Instituto Nacional nel 2006